# Michael Ertz
Michael Ertz (* 1. März 1921 in Imbsheim; † 22. Oktober 2002) war evangelischer Pfarrer, Autor und Heimatforscher im Kraichgau.

## Familie
Er war der Sohn von Jean Ertz und der Marie Katharina geborene Siefer. Michael Ertz wuchs im elsässischen Dorf Imbsheim als Ältester von drei Geschwistern auf einem Bauernhof auf. Er heiratete 1951 Oda Ilse Christiansen. Aus dieser Ehe stammen fünf Kinder: Hans Christian (* 25. Januar 1952 in Ingweiler), Jörg Martin (* 21. Dezember 1953 in Neckarbischofsheim), Ruth Leonore (* 25. Januar 1956 in Heidelberg), Maria-Barbara Katharina (* 1960 in Bruchsal) und Christoph Ulrich (* 22. Mai 1966 in Bruchsal).
Sein Vater, der im Ersten Weltkrieg in der preußischen Armee diente und seine Großeltern sprachen nur Deutsch und so wuchs er trotz der deutschfeindlichen Sprachpolitik der staatlichen Schulbehörden zweisprachig auf. Hochdeutsch lernte er mit Gesangbuch und Bibel. Das Abitur legte er 1940 im Gymnasium in Buchsweiler ab, wo er für seine Leistungen in Deutsch den Scheffelpreis erhielt. Da nach der deutschen Besetzung Frankreichs 1940 und der Annektierung des Elsass nach und nach die wehrfähigen Männer eingezogen wurden, meldete er sich, um nicht in die SS zu kommen, freiwillig zur Nachrichtentruppe der Wehrmacht. Das Scheitern des Attentats auf Hitler am 20. Juli 1944 erlebte er als deutscher Offizier in Paris. Ertz konnte nach dem Krieg nicht mehr in seine elsässische Heimat zurück, weil die ehemaligen Wehrmachtsangehörigen aus dem Elsass in Frankreich bestraft wurden.

## Leben in Deutschland
Michael Ertz studierte ab Herbst 1945 an der Universität Heidelberg evangelische Theologie und nach seiner Vikarstelle in Pforzheim bekam er 1952 seine erste Pfarrstelle in Ehrstädt, mit Zuständigkeit auch für Grombach. Danach war er vom 1. Juli 1958 bis zu seinem Eintritt in den Ruhestand 1986 Stadtpfarrer von Eppingen und in den letzten Jahren Dekan des Evangelischen Kirchenbezirks Eppingen-Bad Rappenau.
In Eppingen übernahm er den Vorsitz des Partnerschaftsausschusses, der die Verbindungen zur französischen Partnerstadt Wassy im Departement Haute Marne organisiert. Er pflegte auch wieder Kontakte ins Elsass und reiste 1956 zum ersten Mal nach dem Krieg in seine Heimat. Er war Gründungsmitglied des Heimatvereins Kraichgau und bei den Heimatfreunden Eppingen engagiert. Eine große Anzahl von heimatgeschichtlichen Veröffentlichungen sind in dieser Zeit entstanden. Nach seiner Zurruhesetzung zog er nach Bretten.

## Ehrungen
- Bundesverdienstkreuz am Bande (5. Juni 1986)[1]
- Heimatmedaille des Landes Baden-Württemberg
- Silberne Bürgermedaille der Stadt Bretten
- Ehrenmitglied des Heimatvereins Kraichgau
- Ehrenmitglied der Heimatfreunde Eppingen
- Ehrenmitglied des Museums- und Geschichtsvereins Bretten

## Werke (unvollständig)
- Hundert Jahre Evangelische Stadtkirche Eppingen: 1879-1979; [Festschrift zur 100. Wiederkehr des Tages d. Einweihung d. Evangelischen Stadtkirche Eppingen am 23. März 1879] / hrsg. von Michael Ertz, Eppingen 1979
- Friedrich Lienhard und René Schickele. Elsässische Literaten zwischen Deutschland und Frankreich. Hildesheim 1990. (= Auslandsdeutsche Literatur der Gegenwart; Bd. 23) ISBN 3-487-08319-1
- Geschichte der Bürgerwehr der Stadt Bretten. Hrsg. von der Bürgerwehr der Stadt Bretten e. V. Bretten 1994. (Brettener stadtgeschichtliche Veröffentlichungen/hrsg. von der Stadt Bretten; Bd. 15) 3-928029-23-1
- Mein Weg. Ein Elsässer zwischen Deutschland und Frankreich, Crailsheim 2005 (Rezensiert von Bernd Röcker, in: Kraichgau. Beiträge zur Landschafts- und Heimatforschung, Folge 19, 2005, S. 390–391)
- Aufsätze zum Kraichgau: s. Heimatfreunde Eppingen und Heimatverein Kraichgau